# Hans Martin Krämer
Hans Martin Krämer (* 1972 in Wuppertal-Elberfeld) ist ein deutscher Japanologe.

## Leben
Krämer studierte an der Universität Düsseldorf, Sophia-Universität und der Ruhr-Universität Bochum Geschichte, Japanologie und Philosophie. Nach Forschungsaufenthalten an der Universität Tokyo, der Harvard University und dem Internationalen Forschungszentrum für japanische Kultur in Kyoto war er von 2008 bis 2012 Juniorprofessor für Japanologie an der Ruhr-Universität Bochum. Seit 2012 lehrt er als Professor für Japanologie (Schwerpunkt Geschichte/Gesellschaft) an der Universität Heidelberg.
Seine Forschungsschwerpunkte sind politische Geschichte, Bildungsgeschichte, Religionsgeschichte und Wissenschaftsgeschichte des 19. und 20. Jahrhunderts und der Frühen Neuzeit. Krämer ist seit 2019 Vertrauensdozent der Hans-Böckler-Stiftung. Seit 2023 ist er Dekan der Philosophischen Fakultät in Heidelberg (Amtszeit: vier Jahre).

## Schriften (Auswahl)
- Unterdrückung oder Integration? Die staatliche Behandlung der katholischen Kirche in Japan, 1932 bis 1945. Marburg 2002, ISBN 3-927607-52-5.
- als Herausgeber mit Tino Schölz und Sebastian Conrad: Geschichtswissenschaft in Japan. Themen, Ansätze und Theorien. Göttingen 2006, ISBN 3-525-36297-8.
- Neubeginn unter US-amerikanischer Besatzung? Hochschulreform in Japan zwischen Kontinuität und Diskontinuität, 1919–1952. Berlin 2006, ISBN 3-05-004278-8.
- Shimaji Mokurai and the Reconception of Religion and the Secular in Modern Japan. Honolulu 2015, ISBN 978-0-8248-5153-8.
- als Herausgeber mit Björn Bentlage, Marion Eggert und Stefan Reichmuth: Religious Dynamics under the Impact of Imperialism and Colonialism: A Sourcebook. Leiden 2017, ISBN 978-90-04-32511-1.
- als Herausgeber mit Julian Strube: Theosophy across Boundaries: Transcultural and Interdisciplinary Perspectives on a Modern Esoteric Movement. Albany, NY 2020, ISBN 978-1-4384-8041-1.
- als Herausgeber mit Orion Klautau: Buddhism and Modernity: Sources from Nineteenth-Century Japan. Honolulu 2021, ISBN 978-0-8248-8458-1.
- als Herausgeber mit Stephan Kigensan Licha: Learning from the West, Learning from the East: The Emergence of the Study of Buddhism in Japan and Europe before 1900. Leiden 2023, ISBN 978-90-04-679542.
- Geschichte Japans. München 2024, ISBN 978-3-406-81641-3.